# Xente Gai Astur
Xente Gai Astur (en español: Gente Gay Asturiana), también conocida como XEGA; es una asociación LGBT no gubernamental, aconfesional y sin fines lucrativos de Asturias que lucha por la plena equiparación de derechos y contra toda forma de discriminación por orientación o identidad sexual (homofobia, bifobia y transfobia). Forma parte de la Federación Estatal de Lesbianas, Gais, Trans y Bisexuales
Lleva en funcionamiento desde 1993 y en la actualidad dispone de varios grupos de trabajo (TRANSgresión, TríbadAS, XEGA Xoven, Grupo Cristiano...). Recientemente ha ingresado en la FELGT (Federación Estatal de Lesbianas, Gays, Transexuales y Bisexuales) para aunar esfuerzos con el resto de asociaciones GLBT de España.

## Actividad
Entre algunas de las actividades que desarrolla la asociación sin ánimo de lucro destacan:
- Revista AGE: Asturias Gai, de publicación trimestral, en la que se refleja la actualidad GLBT de Asturias, entremezclada con entrevistas a personajes populares entre el colectivo (como Alaska, María Jiménez, etc), monográficos, un cómic...[4]
- Premios Triángulo Rosa y Ladrillo Rosa, que se dan en junio, coincidiendo con las fiestas del Orgullo, para premiar y castigar respectivamente a los personajes públicos que más han destacado en el pasado año por sus acciones y/o declaraciones referentes al colectivo GLBT en Asturias.[5]
- Participación en Día Internacional del Orgullo LGBT en Asturias, Madrid...
- Participación en el Topu Fartón (chiringuito que se pone en las fiestas de San Mateo en la Plaza del Riego de Oviedo) para recaudar fondos y repartir material.[6]
- Organización de: charlas de conocidos activistas, escritores, etc.; movilizaciones para pedir a diferentes ayuntamientos que se solidaricen con la causa (colgando la bandera gay el 28 de junio, por ejemplo) y muchas otras actividades que contribuyen a la visibilidad y el activismo que, poco a poco, están consiguiendo avances en materia de derechos y aceptación tanto en Asturias como en España y el resto del mundo.
- Actividades en centros educativos[1]

## Campaña de prevención del VIH/sida
Uno de sus principales campos de actuación es la campaña de prevención del VIH/sida. Esta labor tiene tres vertientes:
- Concienciar a gays y lesbianas de la importancia de adoptar prácticas de sexo seguro en nuestras relaciones sexuales.
- Luchar contra la discriminación hacia las personas seropositivas.
- Denunciar la utilización de la enfermedad del sida como instrumento de la homofobia.
- Presionar a las administraciones para que dediquen más esfuerzos a la prevención del VIH y al tratamiento y curación del sida.

## Reconocimientos
En 2018, XEGA fue reconocida por su labor con la Medalla de Plata de la Ciudad de Gijón.